# 耶莱斯
耶莱斯，是西班牙卡斯蒂利亚-拉曼恰托莱多省的一个市镇。总面积20平方公里，总人口1659人（2001年），人口密度83人/平方公里。